# دلار (سبزی)
دَرار یا دَلال یا دَلار، یک چاشنی تشکیل‌شده از سبزیجات معطر و نمک است که در آشپزی و غذاهای شمال کشور به خصوص  استان گیلان کاربرد فراوان دارد.

## محتویات
مواد اصلی تشکیل‌دهندهٔ دلال سبزیجاتی هستند که در اقلیم خاص مناطق جنوب دریای کاسپین می‌رویند. مهم‌ترین این سبزی‌ها بینه (نعناع)، هیل (گشنیز)، چوچاغ و خالیواش هستند. در این مناطق چوچاق و خالیواش هم به صورت خودرو موجود است و هم توسط کشاورزان کاشته می‌شود.

## طرز تهیه
به ازای دو واحد نعناع و دو واحد گشنیز، یک واحد خالیواش و یک واحد چوچاق مورد استفاده قرار می‌گیرد. سبزی‌ها به خوبی پاک و شسته شده و پس از خشک شدن به‌وسیلهٔ آسیاب برقی یا چرخ گوشت خُرد شده و به صورت پوره درمی‌آید. خُرد کردن سبزی‌ها درواقع می‌باید در ظرفی به نام نمک‌یار انجام شود و انجام آن چنان با لطافت همراه باشد که ترکیب سبزیجات به سرمه یا حنا شباهت پیدا کند.

به سبزی سائیده‌شده باید به میزان لازم نمک اضافه شود. اضافه کردن نمک باید به صورت پیوسته و در همان هنگام ساییدن انجام شود. با این وجود گاه افزودن نمک پس از سائیدن یا خُرد کردن سبزیجات در آسیاب برقی صورت می‌گیرد. سپس در ظروف شیشه‌ای یا پلاستیکی دردار ریخته و نگهداری می‌شود. دلال باید در جای سرد مانند یخچال نگهداری شود تا از فساد آن جلوگیری به عمل بیاید.
برخی به این ترکیبات یک یا دو برگ تازهٔ مو و جوانهٔ نارنج یا گیاهی به نام پنج‌انگوشته را نیز اضافه کرده و همراه با سبزیجات خُرد کرده و می‌سایند. همچنین گاه به این مواد کمی گلپر زده می‌شود.

## کاربرد
دلال به عنوان چاشنی و به جای نمک همراه میوه‌جاتی مانند آلوچه، خیار، پرتقال و سیب استفاده می‌شود. همچنین به همراه ماست و خیار، کاهو و سکنجبین یا دوغ خورده می‌شود. در گیلان گوجه‌سبز را در نمک‌یار له کرده و با دلال مخلوط می‌کنند که به آن آلوچه‌دشکن(در زبان گیلکی : خولی دشکن) به معنای الوچه شکسته گفته می‌شود. همچنین در سالادها (مخصوصا سالاد شیرازی) به عنوان ادویه. علاوه بر این دلال به عنوان چاشنی و ساید‌دیش(در انگلیسی:‌side dish ) غذا در غذاهای مختلف و محلی به عنوان کاربرد دارد.